# Claudia Mitscha-Eibl
Claudia Mitscha-Eibl (* 17. Juni 1958 in Mistelbach, Niederösterreich) ist römisch-katholische Theologin, Lehrerin und Liedermacherin.

## Leben
Claudia Mitscha-Eibl studierte katholische Theologie und Musik (Blockflöte). Sie ist Lehrerin für Religion an der Lehranstalt für heilpädagogische Berufe in Wien, Liedermacherin und Mutter dreier Kinder. Sie lebt in Korneuburg.
Schon als Kind von Musik und Instrumenten begeistert, hat das Schicksal behinderter Kinder im psychiatrischen Krankenhaus die damals 22-jährige Studentin nachhaltig beeinflusst. Sie schrieb das Lied vom Kinderhaus, dem noch zahlreiche weitere folgten und auch auf CD veröffentlicht wurden. Bekannt wurde sie durch ihr „Mirjam-Lied“. Der Text ist die große Stärke der feministisch-christlichen Liedermacherin.
Claudia Mitscha-Eibl ist die erste Preisträgerin des 1999 gestifteten Hanna-Strack-Preises. Der Preis wurde ihr verliehen für ihr Mirjam-Lied, das für viele Frauen und auch Männer die befreiende Kraft Gottes in neuer Sprache und mitreißender Melodie zum Ausdruck bringt. Das „Miriam-Lied“ ist auch im Liederheft „gemeinsam unterwegs“ des ökumenischen Kirchentags abgedruckt, seit 1996 Bestandteil des Evangelischen Gesangbuches in den Regionalausgaben Württemberg, Reformiert und Rheinland / Westfalen / Lippe seit 1998 des Gesangbuches der Evangelisch-reformierten Kirchen der deutschsprachigen Schweiz und seit 2002 des Gesangbuches der Evangelisch-methodistischen Kirche (Nr. 582).

## Tonträger
Die Komponistin und Liedermacherin brachte seit 1992 drei Tonträger heraus, die bei ihr bzw. über ihre Internetseite bestellt werden können.
- Und Mirjam schlug auf die Pauke (1992)
- Lust und Liebe (1995)
- Claudia Mitscha-Eibl 3 (2004)

## Bekannte Lieder und Kirchenlieder
- Mirjam-Lied – „Im Lande der Knechtschaft, da lebten  sie lang“ (1983/1994) unter anderem in: Evangelisches Gesangbuch, Ausgabe Württemberg, Nr. 604

- „miteinander leben“
- „Finde den Raum“
- „Tango der Sehnsucht“
- „Rabenmütter“
- „Liebe macht blind“